# Paroxetina
La paroxetina es un fármaco antidepresivo inhibidor selectivo de la recaptación de serotonina (ISRS) en las terminaciones nerviosas, acción que aumenta la concentración sináptica del neurotransmisor. Es usado para tratar depresión clínica, trastorno obsesivo-compulsivo (TOC), trastorno de ansiedad social (TAS), trastorno de pánico, trastorno por estrés postraumático (TEPT), trastorno de ansiedad generalizada (TAG) y trastorno disfórico premenstrual (TDPM).
Los efectos secundarios comunes incluyen cefalea, vértigo, somnolencia, sequedad de boca, pérdida de apetito, diaforesis, insomnio, náusea, debilidad neuromuscular, estreñimiento y diarrea. Dentro de las reacciones adversas poco frecuentes se encuentran el nerviosismo, ansiedad, temblor, parestesias, mialgias, palpitaciones, vasodilatación, hipotensión postural, disminución de la libido, impotencia y equimosis. También puede ser asociado con ligeros riesgos de defectos de nacimiento. El síndrome de abstinencia puede ser más común con paroxetina que con otras ISRS. Varios estudios han relacionado la paroxetina con pensamientos y tendencias suicidas en niños y adolescentes.
La paroxetina es una fenilpiperidina, sin relación estructural con los antidepresores tricíclicos y tetracíclicos, que inhibe de manera selectiva la recaptura de serotonina en las terminaciones nerviosas, acción que aumenta la concentración sináptica del neurotransmisor y que parece explicar su efecto benéfico en la depresión. Su acción terapéutica completa se observa de dos a tres semanas después de iniciado el tratamiento. A diferencia de los antidepresivos tricíclicos, sus efectos anticolinérgicos, hipotensores y sedantes son muy discretos. Se absorbe rápido en el tubo digestivo y alcanza concentraciones máximas en 5.2 h. Se distribuye con amplitud en el organismo y se une extensamente a las proteínas plasmáticas. Se metaboliza en el hígado, vía citocromo P450, y se elimina en la orina y heces. Su vida media de eliminación es de 21 h. El tiempo requerido para alcanzar cifras plasmáticas estables es de dos a 11 días.
La compañía farmacéutica SmithKline Beecham, conocida desde el 2000 como GlaxoSmithKline, lo lanzó al mercado en 1992. El Departamento de Justicia de los Estados Unidos multó a GlaxoSmithKline con $3 mil millones en 2012, incluyendo una suma por ocultar información sobre la paroxetina, promover su uso para menores y por preparar un artículo tras las pruebas clínicas, estudio 329, donde falsamente reportó su efectividad para tratar la depresión en adolescentes.

## Nombre comercial
La paroxetina se comercializa bajo diversos nombres en distintos países:
| Nombre comercial                                                  | Países en los que se comercializa |
| ----------------------------------------------------------------- | --- |
| Aropax Oxetine Hemtrixil                                          | Australia, Nueva Zelanda, Sudáfrica, Argentina, Uruguay, México y Brasil |
| Aroxat o Aroxat CR Bectam Pamax Paradox Posivyl Traviata Seretran | Chile |
| Benepax Pondera                                                   | Brasil |
| Cebrilin                                                          | Latinoamérica |
| Deroxat                                                           | Suiza y Francia |
| Loxamine                                                          | como sustituto genérico de Aropax en Nueva Zelanda. |
| Paroxetina                                                        | Nicaragua, Paraguay y España |
| Meplar Olane Psicoasten Tiarix                                    | Argentina |
| Optipar                                                           | Finlandia |
| Paroxat                                                           | Alemania y Hungría |
| Paroxet                                                           | Uruguay |
| Parexis                                                           | Perú |
| Paxan                                                             | Colombia |
| Paxera                                                            | Turquía |
| Paxil o Paxil CR                                                  | Costa Rica, Panamá, Estados Unidos, Canadá, México, Argentina, Brasil, Japón, Venezuela, Honduras, Perú, Ecuador, El Salvador y República Dominicana.                                                                                |
| Paradise CR                                                       | India |
| Pexot Paraxyle Plasare                                            | Pakistán |
| Rexetin                                                           | Polonia |
| Sereupin                                                          | Italia |
| Seroxat                                                           | Austria, Bélgica, Colombia, Arabia Saudí, Egipto, Estonia, Finlandia, Islandia, Suecia, Noruega, Grecia, Israel, Letonia, Países Bajos, Polonia, Portugal, Singapur, España, Turquía, el Reino Unido, Irlanda, China y Corea del Sur |
| Apo-oxpar Ixicrol Tamcere Xerenex Xetroran                        | México |
| Traviata                                                          | Chile y Bolivia |

## Indicaciones
Está indicado el uso de paroxetina en adultos con diversos tipos de depresión (incluyendo la depresión reactiva y grave) o trastornos de ansiedad como el trastorno obsesivo-compulsivo, trastorno de ansiedad generalizada, crisis de angustia, estrés postraumático y la fobia social. La formulación de liberación controlada está aprobada para el trastorno disfórico premenstrual .

## Farmacocinética
La paroxetina es bien absorbida después de su administración oral y experimenta metabolismo de primer paso, a través de la circulación portal hacia el hígado, disminuyendo su biodisponibilidad pero ajustada en las dosificaciones comerciales.
Su eliminación del organismo es variable, pero generalmente oscila alrededor de 24 horas. Los niveles sistémicos estables se obtienen al cabo de 7-14 días del inicio del tratamiento.
Los principales metabolitos de la paroxetina son productos polares y conjugados de la oxidación y la metilación, los cuales son eliminados fácilmente por la orina.

## Farmacodinámica
Es inhibidor selectivo y potente de la recaptación del neurotransmisor serotonina (5-hidroxitriptamina, 5-HT) y se considera que su acción y eficacia antidepresiva en el tratamiento del trastorno obsesivo-compulsivo y el trastorno de pánico están relacionadas con la inhibición específica que produce la recaptación de dicho transmisor en las neuronas del cerebro.
En vista de la ausencia relativa de los metabolitos oxidados o conjugados en la circulación sanguínea general debido a su rápida excreción renal y a la falta de actividad farmacológica, es sumamente improbable que contribuyan a los efectos terapéuticos.

## Mecanismo de acción
La paroxetina, como ISRS, media la recaptación de serotonina en la terminal presináptica ; la captación por la neurona es el fenómeno primario por el cual termina la neurotransmisión que utiliza 5TH.  La administración de ISRS estimula los autorreceptores 5HT1A y 5HT7 en el pericarion del núcleo del rafé y autorreceptores 5HT1D en terminaciones serotoninergicas, fenómeno que disminuye la síntesis y la liberación de serotonina para encauzarla a concentraciones premedicamentosas. Al repetir la administración de ISRS, disminuye de modo gradual el número de autorreceptores y surge desensibilización de los mismos.

## Efectos secundarios
El uso de la paroxetina durante el primer trimestre del embarazo aumenta el riesgo teratogénico (malformaciones congénitas) en recién nacidos, particularmente las cardiovasculares (con la probabilidad de incidencia de 1/50), y en especial los defectos cardíacos (comunicaciones interventriculares e interauriculares), por lo cual es conveniente, antes de cortar abruptamente el tratamiento, consultar al médico quien deberá remitirse a la sección de "Dosis y vía de administración en la discontinuación" y "Precauciones generales en síntomas observados al discontinuar el tratamiento en adultos" con paroxetina (tener en cuenta que normalmente un embarazo sin tratamiento con el fármaco en cuestión, pudiere ocurrir teratogenia cardíaca con probabilidad 1/100).
De todas maneras, en experimentos con animales, no existe evidencia de efectos carcinogénicos, mutagénicos ni teratogénicos. Con dosis altas, en ratas machos se ha observado un efecto sobre la fertilidad, pero los datos no son extrapolables a los humanos.
Se ha notado un aumento en el número de comportamientos suicidas, en especial en jóvenes entre 13 a 18 años de edad que toman paroxetina. Un efecto secundario leve es la pérdida del deseo sexual.
Algunos de los efectos adversos pueden disminuir en intensidad y frecuencia al continuar el tratamiento, y generalmente no llevan a la suspensión de la terapia, siendo los más comunes: aumentos en las concentraciones de colesterol, disminución del apetito, somnolencia, insomnio, agitación, mareo, temblores musculares, vista borrosa, bostezos, náuseas, estreñimiento, diarrea, boca seca, sudoración, astenia o aumento del peso corporal.

## Interrupción del tratamiento y recomendaciones
Comúnmente, al discontinuar la dosis de paroxetina, puede traer como consecuencias mareos, trastornos sensoriales, trastornos del sueño, ansiedad o cefaleas. Y muy raras veces, agitación, náuseas, temblores musculares, confusión, sudoración o diarreas. En la mayoría de los pacientes, estos efectos son de intensidad leve a moderada, e inclusive auto limitantes. Ningún grupo de pacientes en particular parece tener un mayor riesgo de experimentar estos síntomas descritos. De todas formas, se recomienda que se discontinúe de manera gradual, disminuyendo paulatinamente la dosificación (decremento de la dosis de 10 mg/día a intervalos semanales).

## Interacciones medicamentosas y contraindicaciones
Está contraindicado el uso de paroxetina en niños y adolescentes menores de 18 años, y en aquellos adultos que reciben concomitantemente inhibidores de la monoaminooxidasa (IMAO) por poner en riesgo la vida de los pacientes con dicho tratamiento. Los IMAO intensifican los efectos de los inhibidos selectivos de la recaptación de serotonina mediante la inhibición del metabolismo de serotonina. La administración simultánea de tales fármacos ocasiona aumentos sinérgicos en la serotonina encefálica extracelular, lo cual origina el síndrome serotonínico, el cual se manifiesta con hipertermia, rigidez muscular, mioclono, temblores, inestabilidad autonómica, confusión, irritabilidad y agitación, cuadro que puede evolucionar y culminar en coma y muerte.
Ya que la paroxetina inhibe la enzima CYP2D6 del citocromo hepático P-450, puede traer como consecuencia la elevación de las concentraciones plasmáticas de los fármacos coadministrados que sean metabolizados por esta enzima, como ser algunos antidepresivos tricíclicos (amitriptilina, nortriptilina, imipramina y desipramina), neurolépticos fenotiazínicos (perfenazina y tioridazina), risperidona, algunos antiarrítmicos (propafenona y flecainida) y metoprolol.
Como la formulación oral líquida del fármaco en cuestión depende del pH, aquellos pacientes que también estén bajo tratamiento antiulceroso con administración de sustancias que alteren el pH gástrico como los inhibidores de la bomba de protones (omeprazol, pantoprazol, rabeprazol y lanzoprazol) o los antagonistas del receptor H2 de la histamina (ranitidina, cimetidina, famotidina, nizatidina y roxatidina), son capaces de afectar las concentraciones plasmáticas de la paroxetina. No ocurriendo lo mismo en la formulación de comprimidos.
En pacientes con insuficiencia hepática o en aquellos con nefropatías (depuración de creatinina < 30 ml/minuto), se puede presentar aumento en las concentraciones plasmáticas del fármaco.

## Advertencias para el paciente
- Puede tomarse durante o después de los alimentos.
- Durante el tratamiento no debe ingerirse alcohol u otros depresores del sistema nervioso central
- No se debe descontinuar la administración del medicamento sin consultar al médico
- La suspensión abrupta del fármaco puede causar malestar general
- No deberán llevarse a cabo tareas complicadas que requieran de alerta total